# ЭУР Паласпорт
«ЭУР Паласпорт» (итал. EUR Palasport) — станция линии B Римского метрополитена.  Расположена в южной части города, в римском районе ЭУР. Открыта 9 февраля 1955 года под названием «ЭУР Маркони», но после открытия станции метро «Маркони» была переименована. В окрестностях станции было сооружено искусственное озеро для летних Олимпийских игр 1960 года.

## Окрестности и достопримечательности
Вблизи станции расположены:
- Палалоттоматика
- Парко-Чентрале-дель-Лаго

## Наземный транспорт
Автобусы: 73, 708, 712, 724, 777, 779, 780, 788.